# Randolph County (Missouri)
Das Randolph County ist ein County im US-amerikanischen Bundesstaat Missouri. Im Jahr 2020 hatte das County 24.716 Einwohner und eine Bevölkerungsdichte von 29,8 Einwohnern pro Quadratkilometer. Der Verwaltungssitz (County Seat) ist Huntsville, das nach Daniel Hunt, einem frühen Siedler, benannt wurde.

## Geografie
Das County liegt im mittleren Norden von Missouri und hat eine Fläche von 1263 Quadratkilometern, wovon 14 Quadratkilometer Wasserfläche sind. Es grenzt an folgende Nachbarcountys:
|                 | Macon County  | Shelby County                |
| Chariton County |               | Monroe County Audrain County |
|                 | Howard County |                              |

## Geschichte

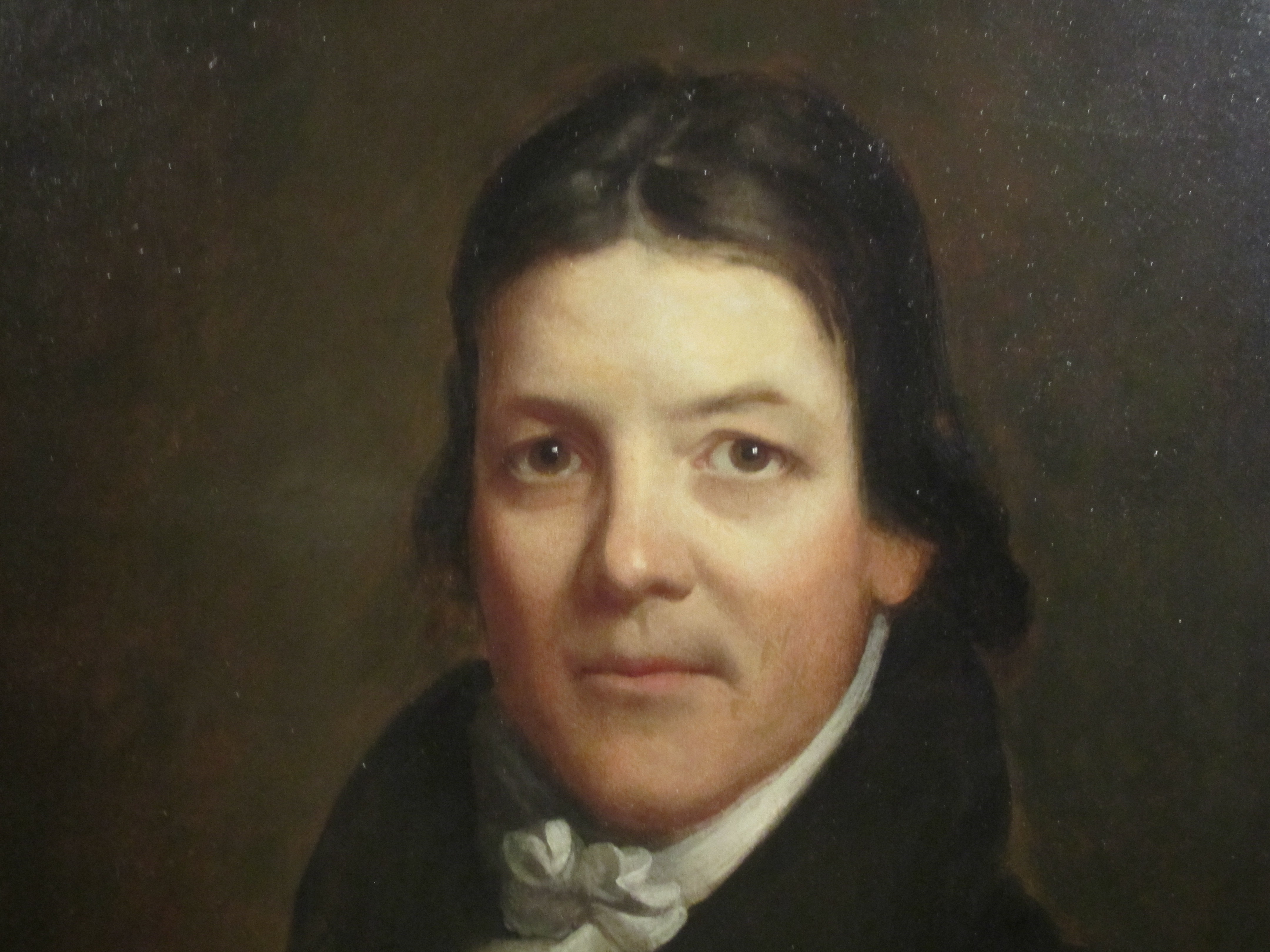
Randolph

Das Randolph County wurde am 22. Januar 1829 aus Teilen des Chariton County gebildet. Benannt wurde es nach John Randolph (1773–1833), einem Abgeordneten im US-Repräsentantenhaus und US-Senator von Virginia.

## Demografische Daten
Nach der Volkszählung im Jahr 2010 lebten im Randolph County 25,414 Menschen in 9070 Haushalten. Die Bevölkerungsdichte betrug 20,3 Einwohner pro Quadratkilometer. In den 9070 Haushalten lebten statistisch je 2,5 Personen.
Ethnisch betrachtet setzte sich die Bevölkerung zusammen aus 91,1 Prozent Weißen, 6,0 Prozent Afroamerikanern, 0,3 Prozent amerikanischen Ureinwohnern, 0,5 Prozent Asiaten sowie aus anderen ethnischen Gruppen; 2,1 Prozent stammten von zwei oder mehr Ethnien ab. Unabhängig von der ethnischen Zugehörigkeit waren 1,8 Prozent der Bevölkerung spanischer oder lateinamerikanischer Abstammung.
22,9 Prozent der Bevölkerung waren unter 18 Jahre alt, 62,8 Prozent waren zwischen 18 und 64 und 14,3 Prozent waren 65 Jahre oder älter. 47,6 Prozent der Bevölkerung war weiblich.

Das jährliche Durchschnittseinkommen eines Haushalts lag bei 36.458 USD. Das Pro-Kopf-Einkommen betrug 17.049 USD. 18,2 Prozent der Einwohner lebten unterhalb der Armutsgrenze.

## Ortschaften im Randolph County
| Citys - Clark - Clifton Hill - Higbee | - Huntsville - Moberly | Villages - Cairo - Jacksonville - Renick |

Unincorporated Communitys
| - Darksville - Fort Henry - Harkes - Hubbard - Kimberly | - Levick Mill - Milton - Mount Airy - Randolph Springs - Roanoke | - Ryder - Thomas Hill - Urbandale - Yates |

## Gliederung
Das Randolph County ist in zwölf Townships eingeteilt:
| Township                   | Einwohner (2010) | FIPS     |
| -------------------------- | ---------------- | -------- |
| Cairo Township             | 1257             | 29-10378 |
| Chariton Township          | 238              | 29-13276 |
| Clifton Township           | 241              | 29-14824 |
| Jackson Township           | 411              | 29-36044 |
| Moniteau Township          | 975              | 29-49250 |
| North Sugar Creek Township | 53.318           | 29-5994  |

| Township                   | Einwohner (2010) | FIPS     |
| -------------------------- | ---------------- | -------- |
| Prairie Township           | 4259             | 29-59654 |
| Salt River Township        | 383              | 29-65630 |
| Salt Springs Township      | 2873             | 29-65630 |
| Silver Creek Township      | 327              | 29-67898 |
| South Sugar Creek Township | 7499             | 29-69122 |
| Union Township             | 957              | 29-74914 |